# Shaquille O'Neal
Shaquille Rashaun O'Neal (n. 6 martie 1972, Newark, New Jersey, SUA), poreclit „Shaq”, este un fost jucător profesionist de baschet american, rapper, actor, ofițer de poliție și șerif adjunct al SUA. O'Neal este unul dintre cei mai cunoscuți jucători din istoria ligii NBA. Având 2 m și 16 cm în înălțime și 147 kg, Shaq este de asemenea și unul din cei mai înalți jucători ai NBA, iar odată cu retragerea lui Lindsey Hunter la 5 martie 2010 a devenit cel mai în vârstă jucător activ din National Basket Association pana la retragerea sa.

## Carieră
O'Neal a fost remarcat ca jucător de baschet încă de când juca pentru Linton Middle School.

## Filmografie
- Blue Chips (1994)
- Kazaam (1996)
- Good Burger (1997)
- Steel (1997) (nominalizat la Premiul Zmeura de Aur pentru cea mai slabă interpretare)
- He Got Game (1998)
- A Great Day in Hip Hop (1998)
- The Wash (2001)
- Freddy Got Fingered (2001)
- Hubie Halloween (2020)
- After the Sunset (2004)
- Scary Movie 4 (2006)
- The House Bunny (2008)
- WWE Raw (2009)
- Jack and Jill (2011)
- Grown Ups 2 (2013)
- The Smurfs 2 (2013)
- The Lego Movie (2014)
- Blended (2014)
- Show Dogs (2017)
- Uncle Drew (2018)